# Michał Juchnicki

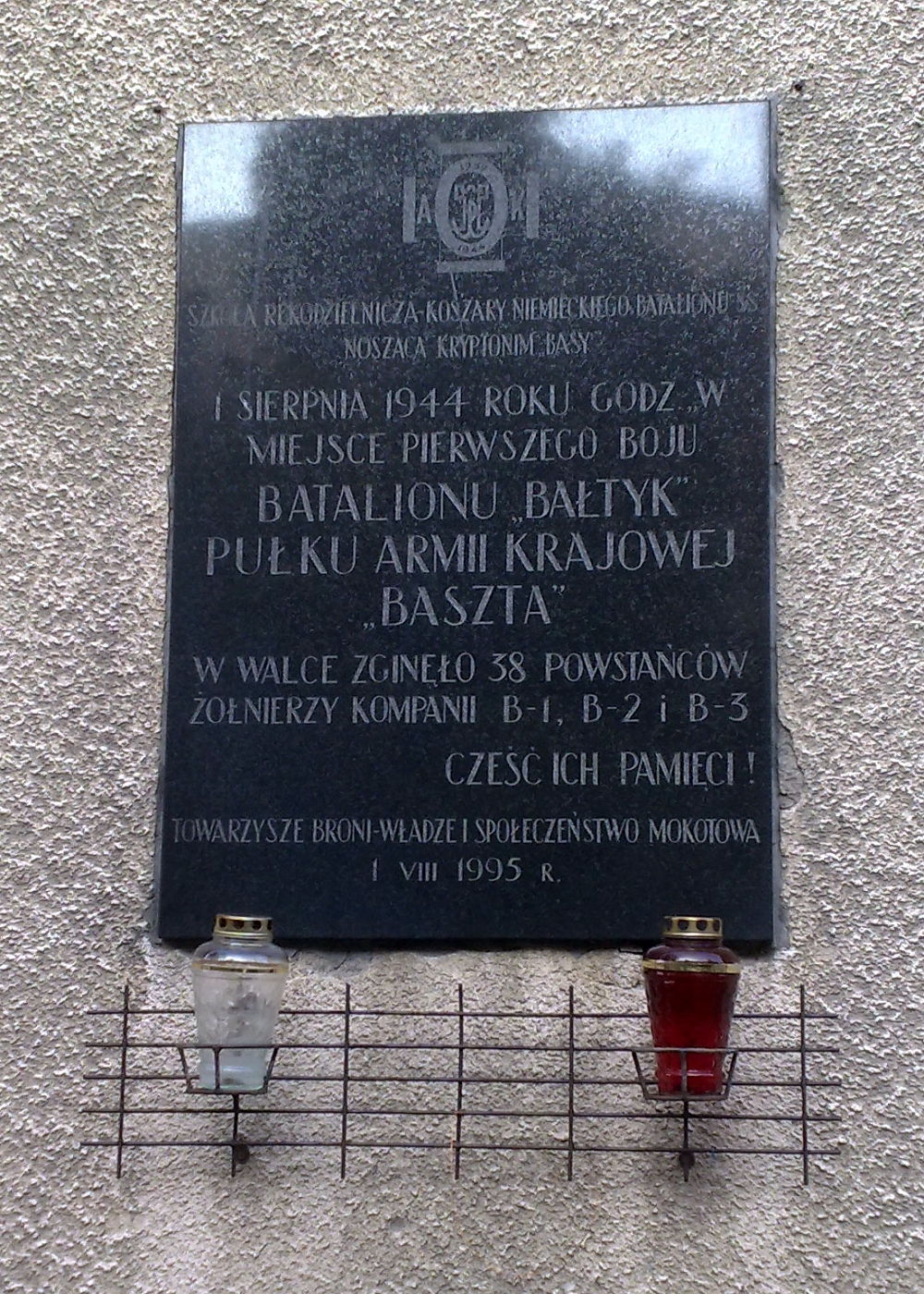
Tablica na budynku dawnej I Miejskiej Szkoły Rękodzielniczej Żeńskiej przy ul. Narbutta róg ul. Kazimierzowskiej upamiętniająca miejsce pierwszego boju batalionu „Bałtyk”

Michał Juchnicki, ps. „Łom”, „Ryszard”, „Wicher” (ur. 4 lutego 1914 w Osowiczach, powiat Białystok, zm. 15 sierpnia 1977 w Warszawie ) – podporucznik Wojska Polskiego, porucznik Armii Krajowej.

## Życiorys
W czasie kampanii wrześniowej 1939 roku walczył pod Iłżą w szeregach 52 pułku piechoty na stanowisku dowódcy plutonu. Po rozbiciu pułku przedarł się na wschodni brzeg Wisły, dołączył do grupy operacyjnej gen. Kleeberga i w bitwie pod Kockiem był zastępcą dowódcy kompanii w 82 pułku piechoty. Po kapitulacji nie złożył broni. W grupie 7 żołnierzy z bronią i w pełnym umundurowaniu przebił się w rodzinne strony.
Od chwili przybycia z Białostocczyzny do Warszawy na początku 1940 roku pracował w konspiracyjnej organizacji wywiadowczej ,,Muszkieterzy”, a następnie w komórce „Mewa” V Oddziału KG AK. Jesienią 1942 z rozkazu dowództwa stworzył specjalną kompanię o kryptonimie „Sowa” składającą się z żołnierzy różnych rodzajów broni. Był także wykładowcą w konspiracyjnej podchorążówce „Baszty”.
11 listopada 1943 roku rozkazem L.113/BP Komendanta Głównego AK awansowany na stopień porucznika. Od stycznia 1944 roku na stanowisku dowódcy kompanii B-3 batalionu „Bałtyk” pułku „Baszta”. Batalion miał zdobyć najsilniejsze obiekty na terenie Górnego Mokotowa obsadzone przez SS – koszary SS w dawnej I Miejskiej Szkole Rękodzielniczej Żeńskiej przy ul. Narbutta róg ul. Kazimierzowskiej róg i szkołę przy ul. Różanej.
W czasie powstania warszawskiego dwukrotnie ranny. Po kapitulacji powstania wyszedł z Warszawy z rannymi.
Po wojnie dokumentował historię kompanii B-3, organizował i przewodniczył środowisku „Baszty” i powstańców Mokotowa. Mocno zaangażowany w obronę swojego podwładnego kaprala podchorążego Waldemara Baczaka ps. „Erne” skazanego w procesie Wolność i Niezawisłość przez WSR w Warszawie 14 stycznia 1947 na karę śmierci.
Z inicjatywy m.in. Michała Juchnickiego wiosną 1945 podjęto pierwsze prace ekshumacyjne żołnierzy pułku „Baszta” poległych na Mokotowie w czasie powstania warszawskiego . Z jego też  inicjatywy i jego wysiłkiem została utworzona kwatera pułku AK „Baszta” na cmentarzu Wojskowym na Powązkach w Warszawie, gdzie po wojnie grzebano ekshumowanych żołnierzy „Baszty”. 1 czerwca 1946 roku kwaterę poświęcił kapelan pułku ksiądz Jan Zieja ps. „Rybak”.
Michał Juchnicki pochowany jest na cmentarzu Wojskowym na Powązkach w kwaterze A-26 pułku „Baszta”, rząd 10, grób 13.